# Deutsch Schützen-Eisenberg
Deutsch Schützen-Eisenberg est une commune d'Autriche, dans le Burgenland. Elle fait partie du district d'Oberwart. La région vinicole du Burgenland du Sud a été renommée depuis (quand ?) Eisenberg, du nom du village vinicole Eisenberg an der Pinka perché sur une colline.

## Histoire
Le 29 mars 1945, des membres de la 5e Panzerdivision SS Wiking ainsi que la gendarmerie militaire allemande assassinent 58 juifs dans ce qu'on appellera le massacre de Deutsch Schützen-Eisenberg.

## Galerie - Eisenberg

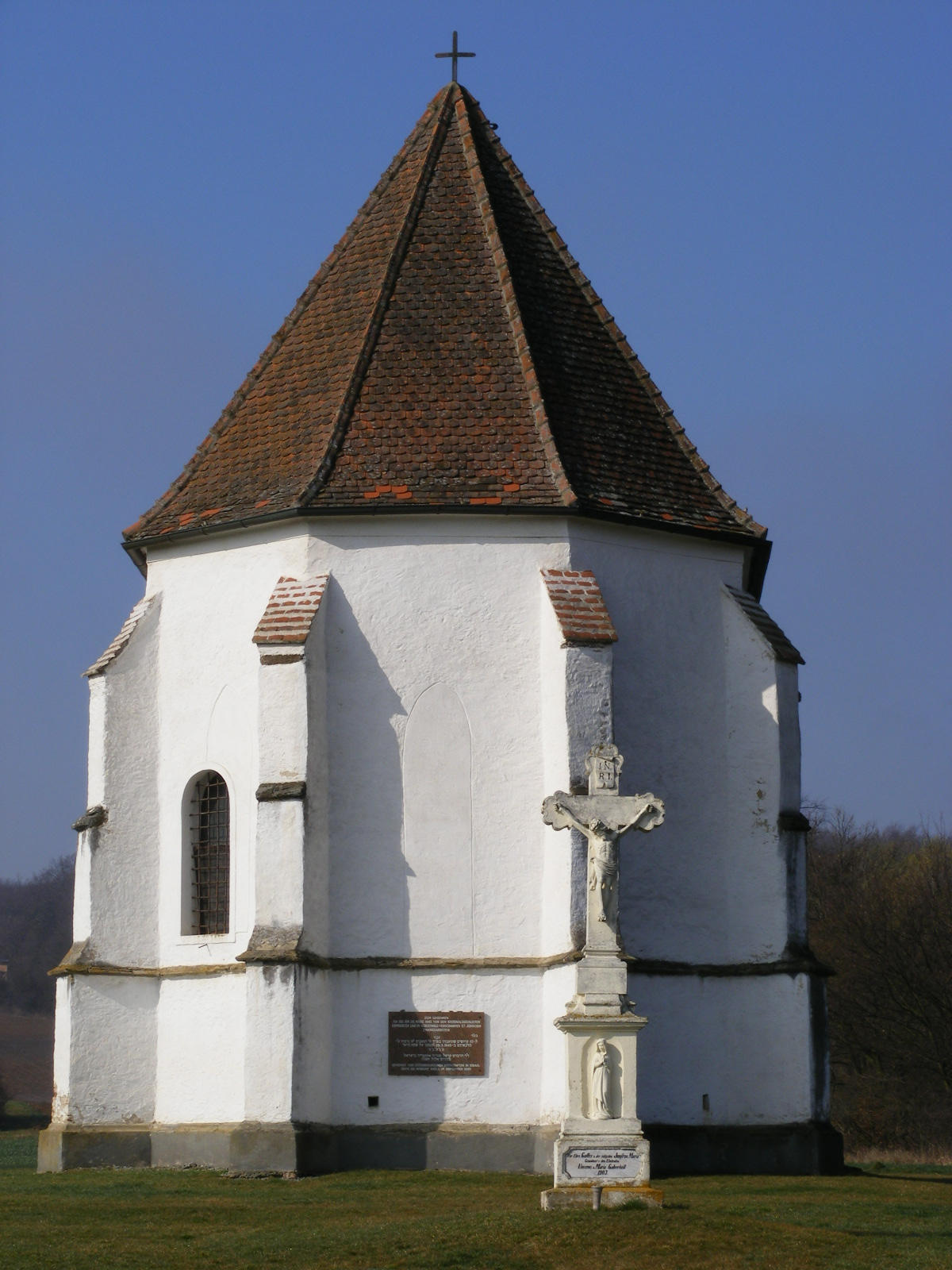
Plaque sur l'église commémorant le massacre de Deutsch Schützen-Eisenberg.
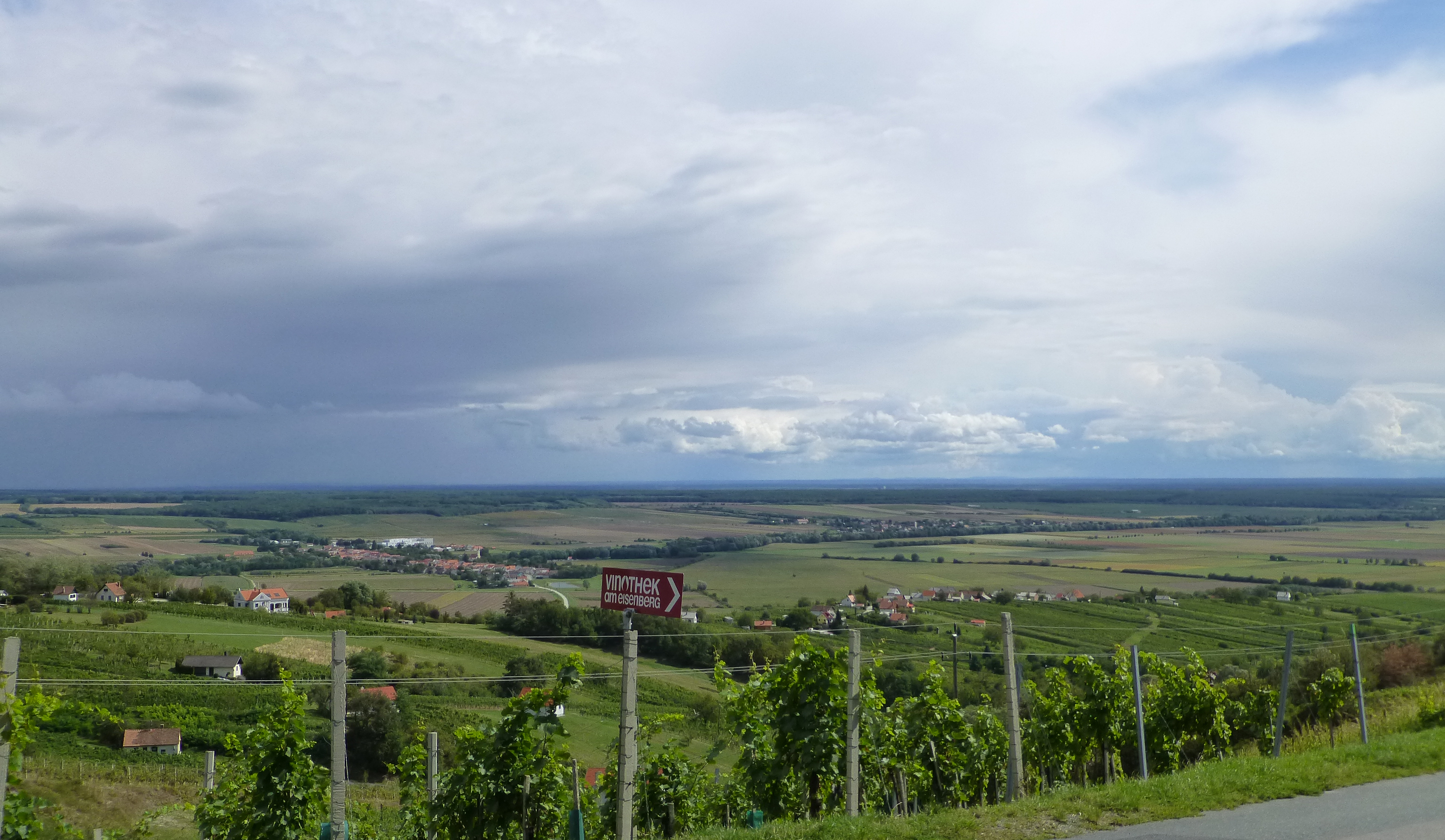
Paysage vers la Hongrie.
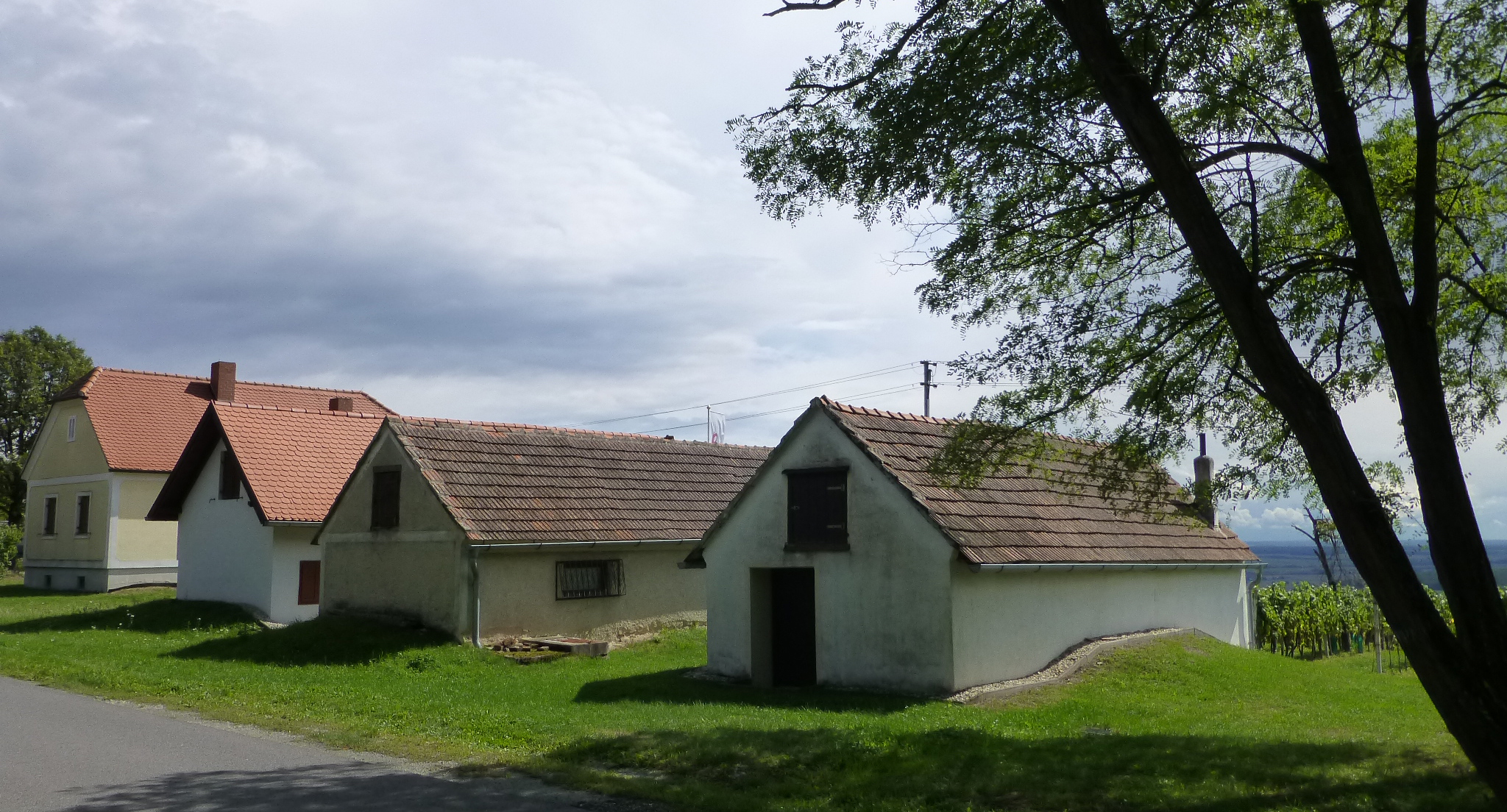
Oberkellergasse.
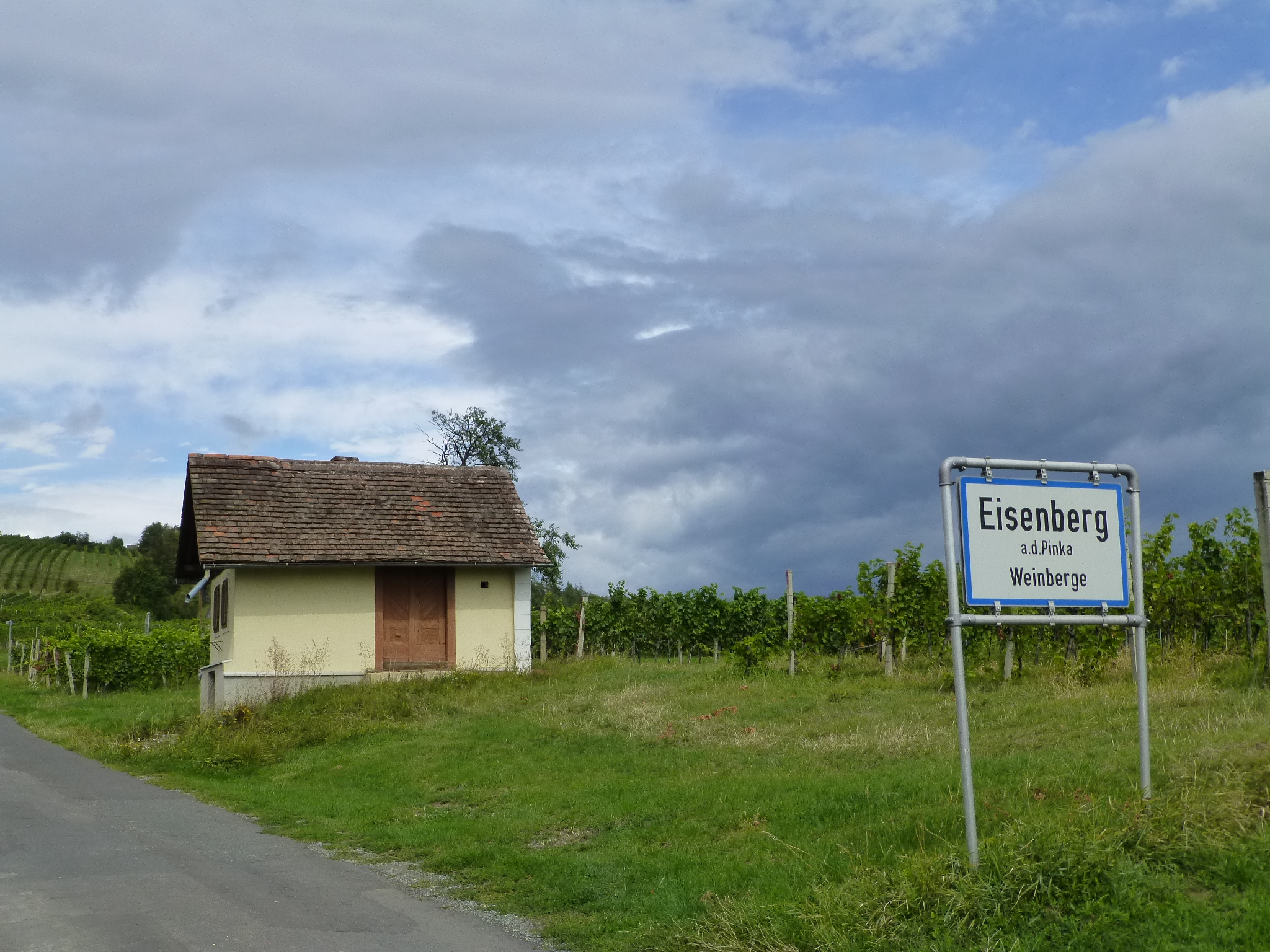
Unterkellergasse.